# Жінота
Жінота (груз. ჟინოთა) — село в Грузії.
За даними перепису населення 2014 року в селі проживає 9 особи.